# Parian

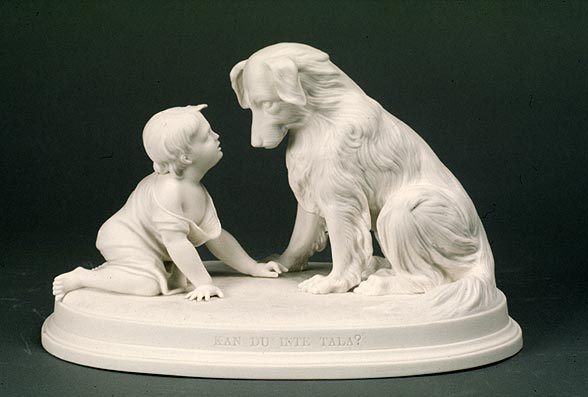
Kan du inte tala? från Gustavsbergs porslinsfabrik.

Parian (engelska: Parian ware) är ett porslinsmaterial som används för tillverkning av mindre skulpturer, vanligen vitt. Det är inte glaserat och innehåller stor andel fältspat. Materialet bränns vid ca 1 200 °C, vilket ger en vit, matt yta, liknande något mellan gips och marmor.
Massan kallas även biskviporslin (biscuit) och tillverades vid Sèvres från 1750-talet. Namnet Parian kommer från den brittiska Copelandfabriken som 1844 tog upp produktion av biskviporslin och efter sin likhet med marmor från den grekiska ön Paros kom att kalla massan Parian.
I Sverige tog Gustavsbergs porslinfabrik upp tillverkningen 1861. Gustavsbergs massa var starkt fältspatshaltig med lika delar kaolin, svensk fältspat och Cornwall stone. 1862–1863 började även Rörstrands porslinsfabrik att tillverka Parian. Vid Rörstrand upphörde tillverkningen 1925, vid Gustavsberg 1931. Stig Lindberg tog upp pariantillverkning 1977 med kollektionen Figurin där han återbesökte sina figurinmodeller från 1940-talet, samt skapade några nya former. Serien göts i 500 exemplar per modell och var tänkt som en exklusiv presentprodukt, men blev ingen framgång. Osålda Figurin-föremål realiserades senare ut.